# Euagrotis exuberans
Euagrotis exuberans är en fjärilsart som beskrevs av Smith 1898. Euagrotis exuberans ingår i släktet Euagrotis och familjen nattflyn. Inga underarter finns listade i Catalogue of Life.